# Tauentzien (Adelsgeschlecht)

Wappen derer von Tauentzien

Tauentzien ist der Name eines pommerschen Adelsgeschlechts, welches aus Böhmen stammend vorher Švihovský oder von Schwichow hieß.

## Geschichte
Anton Ferdinand Wenzel von Schwichow erwarb im 15. Jahrhundert das Gut Tauenzin, Landkreis Lauenburg im östlichen Pommern, dicht an der Grenze zu Pommerellen und nahm von demselben seinen neuen Namen an. Urkundlich erscheint das Geschlecht erstmals am 7. März 1575 in einem herzoglich pommerschen Lehnsbrief.
Die fortlaufende Stammreihe der Familie beginnt mit Lucas dem Älteren von Schwichow, der am 30. Juli 1601 von Herzog Barnim X. von Pommern-Rügenwalde zusammen mit seinen Vettern Claus-Simon und Lucas dem Jüngeren mit dem Gute Tauentzien unter dem Namen „von Tauentzien“ belehnt wurde.
Im Jahr 1791 wurde der General Bogislav Friedrich Emanuel von Tauentzien in den preußischen Grafenstand erhoben. Mit dem Tode seines Sohnes Heinrich Bogislav im Jahre 1854 erlosch der gräfliche Zweig des Geschlechts wieder.

## Wappen
Das schräglinks geteilte Stammwappen zeigt oben in Silber einen wachsenden natürlichen Hirsch, unten von Schwarz und Silber geschacht. Auf dem Helm mit schwarz-silbernen Decken drei silberne Gartenlilien an einem grünen Blätterstengel.
„Hirsch über Schach“ ist das wiederkehrende Motiv einer Wappengruppe etlicher pommerscher Adelsgeschlechter.

## Bekannte Familienmitglieder
- Friedrich Bogislav von Tauentzien (1710–1791), preußischer General
- Bogislav Friedrich Emanuel Graf Tauentzien von Wittenberg (1760–1824), preußischer General der Infanterie
- Bogislav Tauentzien von Wittenberg (1789–1854), preußischer Generalmajor und letzter Graf